# نوکیا سری ان

نوکیا

نوکیا سری ان (به انگلیسی: Nokia Nseries)خانواده‌ای از محصولات متشکل از تلفن‌های‌هوشمند چندرسانه‌ای است. این گوشی‌های تلفن همراه از خدمات چندرسانه‌ای دیجیتالی از قبیل پخش موسیقی، فیلمبرداری، عکسبرداری، بازی تلفن همراه، دسترسی به اینترنت پشتیبانی می‌کنند. برخی از گوشی‌های سری ان از فناوری بی‌سیم پر سرعت، از قبیل ۳جی یا شبکه بی‌سیم پشتیبانی می‌کنند.

## تاریخچه
در ۲۷ آوریل ۲۰۰۵، نوکیا تولید نسل جدیدی از گوشی‌های چندرسانه‌ای را در کنفرانس مطبوعاتی تولیدکنندگان تلفن همراه در آمستردام اعلام کرد. ان۷۰، ان۹۰، ان۹۱ اولین سه گوشی سری ان هستند که در کنفرانس معرفی شدند. در ۲ نوامبر ۲۰۰۵، نوکیا ان۷۱، ان۸۰، ان۹۲ معرفی کرد و در ۲۵ آوریل ۲۰۰۶، ان۷۲، ان۷۳، ان۹۳ را معرفی کرد و در ۲۶ سپتامبر ۲۰۰۶، ان۷۵ و ان۹۵ را معرفی کرد و در ۸ ژانویه ۲۰۰۷، ان۷۶، ان۷۷، ان۹۳آی را معرفی کرد و در ۲۹ اوت ۲۰۰۷، ان۹۵ ۸گیگ، ان۸۱، ان۸۱ ۸گیگ را معرفی کرد و در ۱۴ نوامبر ۲۰۰۷، ان۸۲، اولین گوشی نوکیا با فلش زنون را معرفی کرد و در سال ۲۰۰۸، ان۹۶، ان۷۸ را معرفی کرد و در آخر اوت ۲۰۰۸، ان۷۹، ان۸۵ را معرفی کرد و در ۲ دسامبر ۲۰۰۸، ان۹۷ را معرفی کرد و در ۱۷ فوریه ۲۰۰۹، ان۸۶ ۸مگاپیکسل، اولین گوشی نوکیا با دوربین ۸ مگاپیکسلی را معرفی کرد.